# Fresnoy
Fresnoy é uma comuna francesa na região administrativa de Altos da França, no departamento de Pas-de-Calais. Estende-se por uma área de 2,4 km². Em 2010 a comuna tinha 70 habitantes (densidade: 29,2 hab./km²).